# Obeidia extranigricans
Obeidia extranigricans là một loài bướm đêm trong họ Geometridae.